# 登米警察署

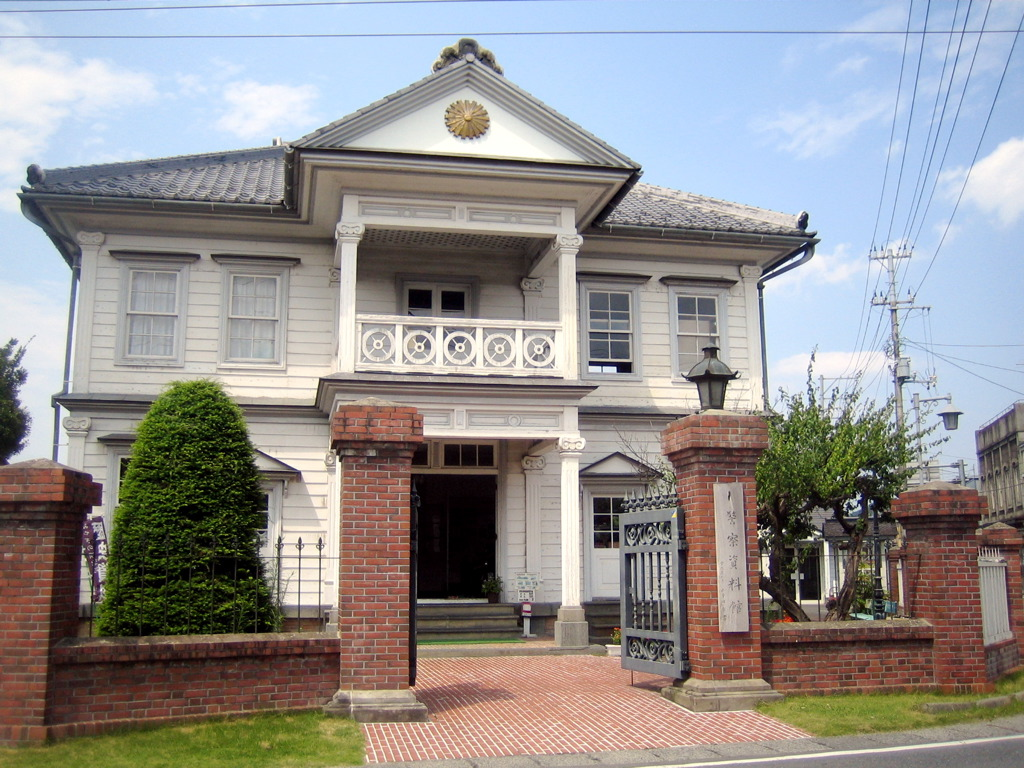
旧登米警察署庁舎（警察資料館）

登米警察署（とめけいさつしょ）は、宮城県警察が管轄する警察署のひとつである。

## 所在地
- 宮城県登米市登米町寺池目子待井265番地

## 管轄区域
登米市（旧登米郡登米町、東和町、豊里町及び本吉郡津山町の区域）

## 沿革
- 1888年（明治21年） - 金成警察署登米分署から登米警察署に昇格[2]。
- 1954年（昭和29年） - 自治体警察登米町警察署が登米警察署となる。
- 2001年（平成13年） - 三代目現庁舎に移転[3]。

## 交番
- 署所在地交番 - 登米市登米町寺池目子待井265番地（登米警察署内）

## 駐在所
- 東和駐在所 - 登米市東和町米川字飯土井16番地6
- 豊里駐在所 - 登米市豊里町新田町197番地
- 柳津駐在所 - 登米市津山町柳津字本町125番地
- 横山駐在所 - 登米市津山町横山字本町34番地9

## 警察資料館
初代登米警察署は1988年（昭和63年）、宮城県指定有形文化財（建造物）に指定されている。擬洋風、木造2階建。構造、意匠に巧みに洋風を取り入れ、明治中期の擬洋風官庁建築として貴重な文化遺産。棟札によれば1888年（明治21年）8月13日の上棟。1889年（明治22年）竣工。1968年（昭和43年）まで79年間、登米警察署として使われた。1987年（昭和62年）より警察資料館。
所在地：登米市登米町寺池中町3（北緯38度39分04.7秒 東経141度16分52.9秒 / 北緯38.651306度 東経141.281361度）